# Adam Driver
Adam Douglas Driver (San Diego, 19 novembre 1983) è un attore statunitense.
Dopo l'esperienza militare nel Corpo dei Marines, ha acquisito popolarità come attore grazie al ruolo di Adam Sackler nella serie comica-drammatica della HBO, Girls (2012-2017), per la quale ha ricevuto tre nomination consecutive per il Primetime Emmy Award come miglior attore non protagonista in una commedia. Ha vinto la Coppa Volpi per la miglior interpretazione maschile per il dramma Hungry Hearts (2014) e il premio come miglior attore dalla Los Angeles Film Critics Association per Paterson (2016). Per BlacKkKlansman (2018), diretto da Spike Lee, ha ricevuto la candidatura per l'Oscar come miglior attore non protagonista.
Driver ha ottenuto inoltre notorietà internazionale per aver interpretato Kylo Ren nella trilogia sequel di Guerre stellari (composta dagli episodi VII, VIII e IX). Nel 2019 torna a recitare a Broadway nell'opera teatrale Burn This, per cui viene candidato al Tony Award al miglior attore protagonista. Nel 2020 per Storia di un matrimonio ottiene la sua seconda nomination al premio Oscar nella sezione Oscar al miglior attore e ai Golden Globe come migliore attore protagonista in un film drammatico.

## Biografia
Nasce a San Diego in California il 19 novembre 1983, figlio di Nancy Wright (nata Needham), una paralegale, e di Joe Douglas Driver. Ha origini olandesi, inglesi, tedesche, irlandesi e scozzesi. All'età di sette anni si trasferì con la madre a Mishawaka, in Indiana, mentre suo padre viveva in Arkansas. Driver è stato cresciuto in un ambiente religioso poiché il patrigno Rodney G. Wright è pastore battista, e infatti iniziò presto ad avere interesse per il teatro, cantando nel coro della chiesa.
Nel 2001 terminò la Mishawaka High School, dove aveva recitato in diversi spettacoli e cantato nel coro scolastico, e andò a lavorare come venditore a domicilio di aspirapolveri per la Kirby Company e televenditore per un'azienda di impermeabilizzazione di seminterrati. Fece anche domanda per essere ammesso al corso di arte drammatica della Juilliard School di New York, ma non venne accettato. Pochi mesi dopo gli attacchi dell'11 settembre, si arruolò volontario nei Marines degli Stati Uniti, prestando servizio per due anni e mezzo nella Compagnia di Supporto del 1º Battaglione 1º Reggimento Marine con l'incarico di mortaista. Due mesi prima di essere inviato in Iraq, tuttavia, subì un infortunio allo sterno in un incidente in bicicletta. Dopo un ulteriore infortunio, nel 2004 fu congedato per ragioni sanitarie con il rango di vice caporale.
Dopo aver lasciato i Marines, frequentò per un anno l'Università di Indianapolis, prima di fare nuovamente l'audizione per la Juilliard School nel 2005, questa volta riuscendoci. Qui si laureò nel 2009, dopodiché iniziò a recitare apparendo in spettacoli sia a Broadway che off-Broadway. Nello stesso anno fondò Arts in the Armed Forces, organizzazione non-profit che organizza spettacoli per il personale militare. Ha debuttato a Broadway in Mrs. Warren's Profession (2010) e successivamente è apparso in Man and Boy (2011). Nel 2012 ottenne notorietà grazie alla serie televisiva Girls; nello stesso anno ha recitato nel film Lincoln, diretto da Steven Spielberg, e in Frances Ha, diretto da Noah Baumbach. L'anno successivo è la volta di A proposito di Davis (2013), diretto dai fratelli Coen, mentre nell'aprile 2014 viene scelto dal regista J. J. Abrams per il ruolo del villain Kylo Ren in Star Wars - Il risveglio della Forza, settimo capitolo della saga di Star Wars, uscito nelle sale nel 2015.
Nel 2014 vince la Coppa Volpi per la migliore interpretazione maschile per il film Hungry Hearts di Saverio Costanzo, in concorso alla 71ª Mostra internazionale d'arte cinematografica di Venezia. Nel 2016 ha recitato nel film drammatico Silence, diretto da Martin Scorsese, insieme ai colleghi Andrew Garfield e Liam Neeson. Sempre nel 2016 ha recitato nel film commedia Paterson, recitando nella parte dell'omonimo poeta-autista di bus. Nel 2017 torna ad interpretare Kylo Ren, nel secondo film della trilogia sequel di Star Wars: Star Wars - Gli ultimi Jedi. Nel 2018 recita nel film L'uomo che uccise Don Chisciotte (The Man Who Killed Don Quixote), diretto da Terry Gilliam, e in BlacKkKlansman, diretto da Spike Lee, in cui interpreta un detective della polizia, ruolo per il quale ottiene la sua prima candidatura per il Golden Globe e per l'Oscar come miglior attore non protagonista.
Nel 2019 torna a recitare a Broadway nella pièce Burn This, per cui viene candidato al Tony Award al miglior attore protagonista in un'opera teatrale. Nello stesso anno torna a interpretare Kylo Ren in Star Wars - L'ascesa di Skywalker e recita anche nel ruolo di Charlie nel film Storia di un matrimonio, diretto da Noah Baumbach, interpretazione per la quale ottiene la sua seconda candidatura al Golden Globe per il miglior attore protagonista in un film drammatico e all'Oscar come miglior attore protagonista.
A ottobre 2020 viene chiamato a interpretare il ruolo di Maurizio Gucci, nel film House of Gucci diretto da Ridley Scott. Il film è stato distribuito nelle sale cinematografiche a partire dal 24 novembre 2021 negli Stati Uniti d'America e dal 16 dicembre 2021 in Italia.

## Vita privata
Il 22 giugno 2013 ha sposato Joanne Tucker, conosciuta alla Juilliard School di New York quando lui stava seguendo i corsi di recitazione e lei di danza. Nel 2009 hanno fondato l'associazione no-profit Arts in the Armed Forces (AITAF), che mette in scena opere teatrali per i militari, i veterani e le loro famiglie.
Nel 2016 hanno avuto il loro primo figlio, la cui nascita è stata tenuta nascosta per due anni per ragioni di riservatezza. Nel 2023 Driver annuncia, durante le prove generali del Saturday Night Live, la nascita della seconda figlia.

## Filmografia

### Attore

#### Cinema

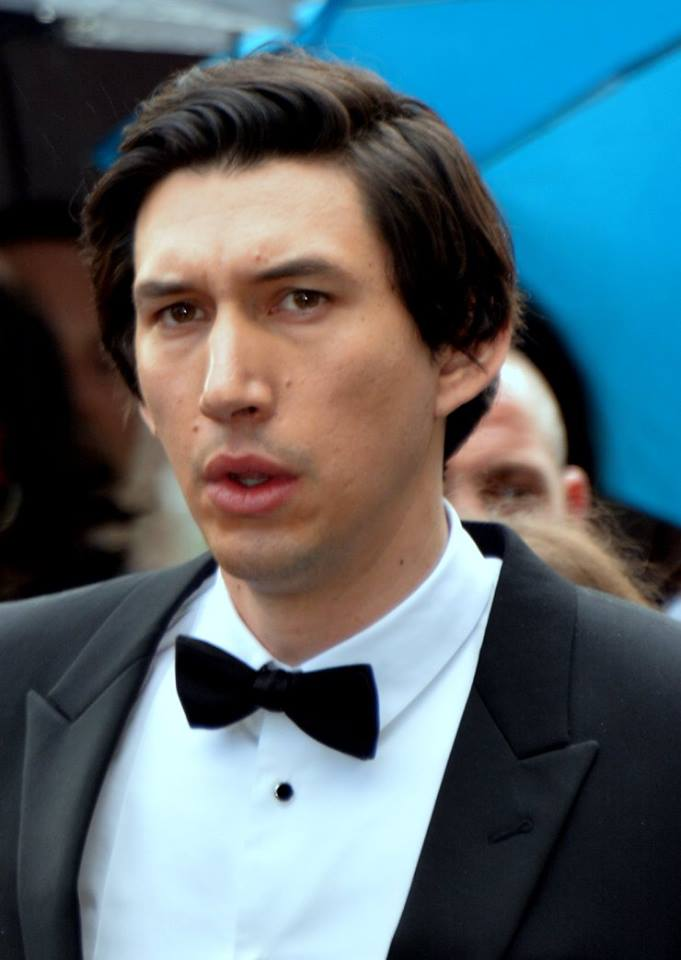
Adam Driver al Festival di Cannes 2018

- J. Edgar, regia di Clint Eastwood (2011)
- Gayby, regia di Jonathan Lisecki (2012)
- Not Waving But Drowning, regia di Devyn Waitt (2012)
- Lincoln, regia di Steven Spielberg (2012)
- Frances Ha, regia di Noah Baumbach (2012)
- Bluebird, regia di Lance Edmands (2013)
- A proposito di Davis (Inside Llewyn Davis), regia di Joel ed Ethan Coen (2013)
- Tracks - Attraverso il deserto (Tracks), regia di John Curran (2013)
- What If, regia di Michael Dowse (2013)
- Hungry Hearts, regia di Saverio Costanzo (2014)
- This Is Where I Leave You, regia di Shawn Levy (2014)
- Giovani si diventa (While We're Young), regia di Noah Baumbach (2014)
- Star Wars - Il risveglio della Forza (Star Wars: The Force Awakens), regia di J. J. Abrams (2015)
- Midnight Special - Fuga nella notte (Midnight Special), regia di Jeff Nichols (2016)
- Paterson, regia di Jim Jarmusch (2016)
- Silence, regia di Martin Scorsese (2016)
- La truffa dei Logan (Logan Lucky), regia di Steven Soderbergh (2017)
- The Meyerowitz Stories, regia di Noah Baumbach (2017)
- Star Wars - Gli ultimi Jedi (Star Wars: The Last Jedi), regia di Rian Johnson (2017)
- L'uomo che uccise Don Chisciotte (The Man Who Killed Don Quixote), regia di Terry Gilliam (2018)
- BlacKkKlansman, regia di Spike Lee (2018)
- The Report, regia di Scott Z. Burns (2019)
- I morti non muoiono (The Dead Don't Die), regia di Jim Jarmusch (2019)
- Storia di un matrimonio (Marriage Story), regia di Noah Baumbach (2019)
- Star Wars - L'ascesa di Skywalker (Star Wars: The Rise of Skywalker), regia di J. J. Abrams (2019)
- Annette, regia di Leos Carax (2021)
- The Last Duel, regia di Ridley Scott (2021)
- House of Gucci, regia di Ridley Scott (2021)
- Rumore bianco (White Noise), regia di Noah Baumbach (2022)
- 65 - Fuga dalla Terra (65), regia di Scott Beck e Bryan Woods (2023)
- Ferrari, regia di Michael Mann (2023)
- Megalopolis, regia di Francis Ford Coppola (2024)

#### Televisione
- The Unusuals - I soliti sospetti (The Unusuals) – serie TV, episodio 1x10 (2010)
- Law & Order - I due volti della giustizia (Law & Order) – serie TV, episodio 20x15 (2010)
- You Don't Know Jack - Il dottor morte (You Don't Know Jack), regia di Barry Levinson – film TV (2010)
- The Wonderful Maladys, regia di Alan Taylor (2010) – episodio pilota scartato
- Law & Order - Unità vittime speciali (Law & Order: Special Victims Unit) – serie TV, episodio 13x11 (2012)
- Girls – serie TV, 49 episodi (2012-2017)

### Doppiatore
- I Simpson (The Simpsons) – serie animata, episodio 27x01 (2015)
- Disney Infinity 3.0 – videogioco (2015) - Kylo Ren
- LEGO Star Wars: Il risveglio della Forza – videogioco (2016) - Kylo Ren
- Bob's Burgers – serie animata, episodi 8x6-8x7 (2017)

### Produttore
- Annette, regia di Leos Carax (2021)

## Teatro
- Cipher di Cory Hinkle, regia di Kip Fagan. Public Theater dell'Off-Broadway (2007)
- Slipping di Daniel Talbott, regia di Kristen Kelly. Rattlestick Playwrights Theater dell'Off-Broadway (2009)
- The Retributionists di Daniel Goldfarb, regia di Leigh Silverman. Playwrights Horizons dell'Off-Broadway (2009)
- Little Doc di Dan Klores, regia di John Gould Rubin. Rattlestick Playwrights Theater dell'Off-Broadway (2010)
- The Forest di Aleksandr Ostrovskij, regia di Brian Kulick. Classic Stage Company dell'Off-Broadway (2010)
- La professione della signora Warren di George Bernard Shaw, regia di Doug Hughes. American Airlines Theatre di Broadway (2010)
- Angels in America - Fantasia gay su temi nazionali di Tony Kushner, regia di Michael Greif. Peter Norton Space dell'Of-Broadway (2010)
- Man and Boy di Terence Rattigan, regia di Maria Aitken. American Airlines Theatre di Broadway (2011)
- Ricorda con rabbia di John Osborne, regia di Sam Gold. Laura Pels Theatre dell'Off-Broadway (2012)
- Burn This di Lanford Wilson, regia di Michael Mayer. Hudson Theatre di Broadway (2019)

## Riconoscimenti
- Premio Oscar
  - 2019 – Candidatura per il migliore attore non protagonista per BlacKkKlansman
  - 2020 – Candidatura per il migliore attore per Storia di un matrimonio
- Golden Globe
  - 2019 – Candidatura per il migliore attore non protagonista per BlacKkKlansman
  - 2020 – Candidatura per il migliore attore in un film drammatico per Storia di un matrimonio
  - 2023 – Candidatura al miglior attore in un film commedia o musicale per Rumore bianco
- AACTA Award
  - 2020 – migliore attore protagonista per Storia di un matrimonio
- BAFTA
  - 2019 – Candidatura per il migliore attore non protagonista per BlacKkKlansman
  - 2020 – Candidatura per il migliore attore per Storia di un matrimonio
- Critics' Choice Awards
  - 2019 – Candidatura al miglior attore non protagonista per BlacKkKlansman
  - 2020 – Candidatura al migliore attore protagonista per Storia di un matrimonio
- Gotham Independent Film Awards
  - 2019 – Miglior attore protagonista per Storia di un matrimonio
- HCA Awards
  - 2020 – Miglior attore del decennio per Storia di un matrimonio
- Mostra internazionale d'arte cinematografica
  - 2014 – Coppa Volpi per la migliore interpretazione maschile per Hungry Hearts
- MTV Movie Awards
  - 2016 – Miglior cattivo per Star Wars - Il risveglio della Forza
  - 2016 – Candidatura per il miglior combattimento (condiviso con Daisy Ridley) per Star Wars: Il risveglio della Forza
- Palm Springs Award
  - 2020 – Miglior attore protagonista per Storia di un matrimonio
- Premio Emmy
  - 2013 – Candidatura per il miglior attore non protagonista in una serie TV commedia per Girls
  - 2014 – Candidatura per il miglior attore non protagonista in una serie TV commedia per Girls
  - 2015 – Candidatura per il miglior attore non protagonista in una serie TV commedia per Girls
- Screen Actors Guild Award
  - 2019 – Candidatura per il migliore attore non protagonista per BlacKkKlansman
  - 2020 – Candidatura per il migliore attore per Storia di un matrimonio
  - 2022 – Candidatura per il miglior cast per House of Gucci
- Teen Choice Awards
  - 2015 – Miglior cattivo per Star Wars: Il risveglio della Forza
- Tony Award
  - 2019 – Candidatura al miglior attore protagonista in un'opera teatrale per Burn This

## Doppiatori italiani
Nelle versioni in italiano delle opere in cui ha recitato, Adam Driver è stato doppiato da:
- Gianfranco Miranda in Tracks - Attraverso il deserto, Hungry Hearts, This Is Where I Leave You, Giovani si diventa, Midnight Special - Fuga nella notte, Paterson, Silence, BlacKkKlansman, Storia di un matrimonio, House of Gucci, Rumore bianco, Ferrari, Megalopolis
- David Chevalier in Star Wars - Il risveglio della Forza, The Meyerowitz Stories, Star Wars - Gli ultimi Jedi, The Report, I morti non muoiono, Star Wars - L'ascesa di Skywalker, The Last Duel
- Andrea Mete in Girls, Frances Ha, L'uomo che uccise Don Chisciotte, 65 - Fuga dalla Terra
- Davide Perino in Law & Order - Unità vittime speciali
- Gabriele Sabatini in Lincoln
- Alan Bianchi in A proposito di Davis
- Ruggero Andreozzi in What If
- Edoardo Stoppacciaro in La truffa dei Logan

Da doppiatore è sostituito da:
- Gianfranco Miranda ne I Simpson
- David Chevalier in LEGO Star Wars: Il risveglio della Forza